# Reserva natural nacional de Dongfanghong
La Reserva natural nacional de Dongfanghong es un área protegida en la zona de transición entre las montañas Wanda y el río Ussuri, en la provincia de Heilongjiang, en China, en la frontera con Rusia. Una parte de la reserva es sitio Ramsar (número 2185, 46°18′N 133°44′E), al norte del sitio Ramsar de los humedales de Zhenbaodao, en la extensa llanura de Sanjiang.

## Características
La reserva natural, creada en 2012 con 1320 km2, es un ecosistema de humedal con bosques, ríos, lagos y lagunas, a una altitud que oscila entre 59 y 81 m, entre las latitudes 46°12’00-46°22’27N y las longitudes 133°34’18-133°54’57 E. Todo el humedal pertenece a la cuenca del río Ussuri, que está atravesado en la reserva por tres de sus afluentes: los ríos Damu, Xiaomu y Dumu, en la llanura de Sanjiang. El área tiene un clima monzónico templado-frío. La media anual es de 1,4 a 2,2oC, con una mínima de -42oC y una máxima de 36oC. Solo está libre de heladas 135-140 días. Las precipitaciones medias son de 566 mm, concentrados en su mayor parte entre junio y agosto.

## Flora y fauna
Se han contabilizado en la zona 849 especies de plantas de tres tipos de humedales, de las cuales 674 son especies con semillas y 101 son briofitas. Treces especies están protegidas, entre ellas los árboles Juglans mandshurica, Fraxinus maudshurica, Tilia amurensis, Astragalus membranaceus, Pinus koraiensis, etc. Una zona muy amplia de la reserva está cubierta por un bosque mixto de caducifolias y coníferas. 
Hay 216 especies de aves, 86 de peces, 421 de insectos, 7 de reptiles y 7 de anfibios. Hay 43 especies protegidas, entre ellas, el porrón de Baer, la cigüeña oriental y el tigre siberiano, además del pigargo europeo, la grulla de Manchuria y la serreta china.
La reserva se estableció en 2001, fue elevada a reserva nacional en 2009 y en 2012 se colocaron nidos artificiales para la cigüeña oriental. En 2015, la superficie de la reserva fue elevada desde 315 km2, que es el área del sitio Ramsar, a 1319,82 km2.